# Santo Domingo el Real (Toledo)

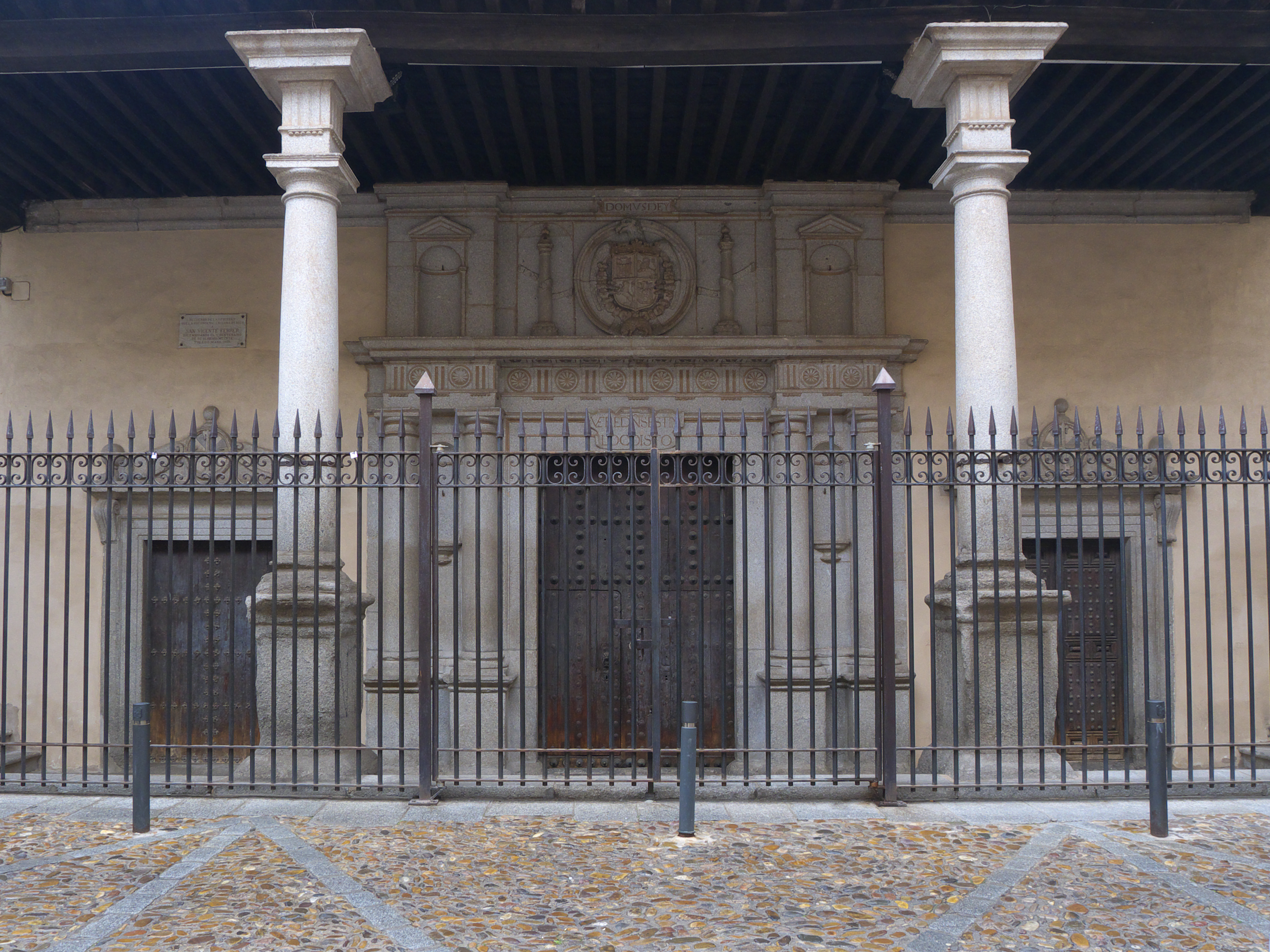
Renaissance-Portal zu Santo Domingo el Real

Das Dominikanerinnenkloster Santo Domingo el Real in der spanischen Stadt Toledo wurde 1364 gegründet und ist mit der Stadtgeschichte eng verflochten.
Inés García de Meneses, Witwe des Sancho de Velasco, ließ mit Erlaubnis der Stadt und mit Hilfe der bereits ansässigen Dominikanerbrüder den Konvent in der Umgebung von San Vicente entstehen. Später lebten hier in der Klausur Maria von Kastilien, die Tochter von König Peter I. von Kastilien (des Grausamen), sowie deren Mutter Teresa de Ayala, die Nichte von Kanzler Pero López de Ayala. In der Klosterkirche befindet sich das Grab des Infanten Sancho de Castilla, unehelicher Sohn Peters I. und seiner Geliebten Isabel de Sandoval. Der Tod gilt als mysteriös, doch wurden bei einer Untersuchung 2006 keine Anzeichen für einen unnatürlichen Tod gefunden. Im Kloster lebte die portugiesische Adlige und Ordensgründerin Beatrix da Silva Meneses, bis sie 1481 auszog und den vor allem in Südamerika verbreiteten Orden der Konzeptionistinnen begründete. Das einzigartige Renaissance-Portal schuf Juan Bautista Monegro 1612. 

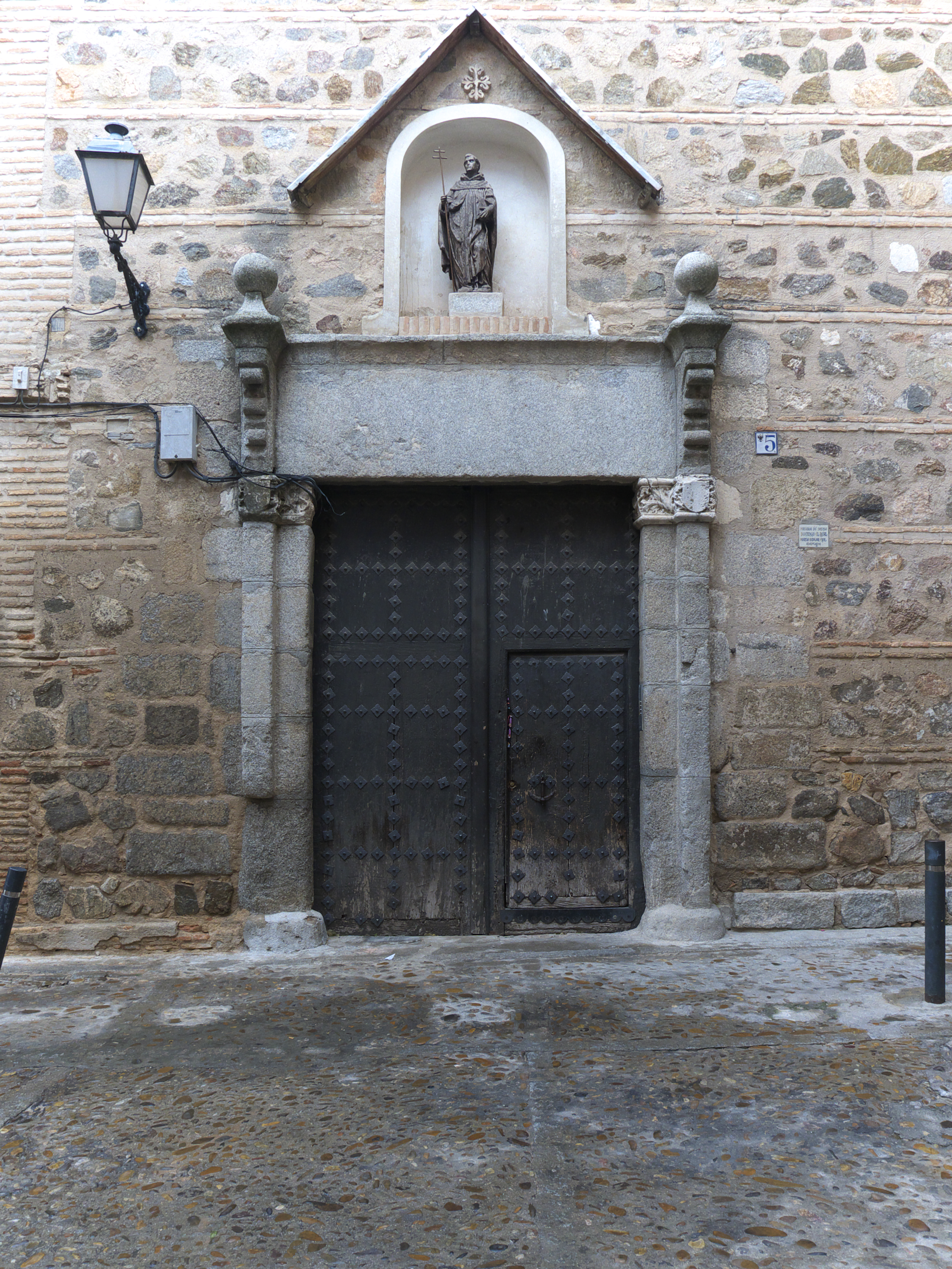
Eingang zum Kloster

Im 19. Jahrhundert gingen durch die Desamortisation in Spanien sehr viel Besitz und Kunstschätze verloren. 1934 wurde das Kloster zum nationalen Kulturgut (Bien de interés cultural) erklärt. 

## Einzelbelege
1. ↑  El Convento de Santo Domingo el Real / TOLEDO OLVIDADO. In: El Convento de Santo Domingo el Real / TOLEDO OLVIDADO. 9. November 2008, abgerufen am 19. September 2020.

Koordinaten: 39° 51′ 38″ N, 4° 1′ 38″ W